# Chevon Troutman
Chevon Troutman, né le 25 novembre 1981 à Williamsport (États-Unis), est un joueur américain de basket-ball, évoluant au poste de pivot.

## Biographie
Il dispute sa carrière universitaire avec les Panthers de Pittsburgh de 2001 à 2005. Durant celle-ci, sa moyenne de points progresse de 5,3 points à 15 points de moyenne. Durant la même période, sa moyenne de rebond progresse également, de 5,3 à 8,0.
À la sortie de l'université, il rejoint le championnat de république dominicaine, au Domingo P. Santiago puis aux Metros de Santiago. Il est sélectionné lors de la draft de Continental Basketball Association (CBA) par les Albany Patroons.
Il rejoint l'Italie pour évoluer en LegA avec le club de Livourne. Après cette saison, ponctuée de 15,0 points et 7,2 rebonds, il postule à une carrière en National Basketball Association lors d'une Summer League à Orlando.
Troutman rejoint ensuite la Pro A pour évoluer avec l'ASVEL Villeurbanne. Avec son nouveau club, il atteint la demi-finale de la Semaine des As puis du championnat de France. Le club remporte un trophée avec la coupe de France face au Cholet Basket, finale remportée 86 à 76. Ses statistiques, pour sa première saison en France, sont de 14,2 points et 6,9 rebonds en France et de 18,5 points et 8,8 rebonds en FIBA EuroCup. Il évolue avec le même club la saison suivante, avec les mêmes résultats, deux demi-finales et une élimination en seizième de finale en coupe ULEB.
Il dispute une troisième saison avec l'ASVEL, saison qui se termine par un titre de champion de France remporté face à l'Entente Orléanaise Loiret sur le score de 55 à 41. Dans les compétitions européennes, le club dispute l'EuroCoupe, terminée à l'issue du premier tour. 
Après trois saisons en France, Troutman retrouve la LegA pour évoluer avec Air Avellino.
Le 27 juillet 2015, il revient en France et signe à l'Orléans Loiret Basket Association.

## Carrière
- Avant 2005 :  Panthers de Pittsburgh (NCAA-1)
- 2005-2006 :  Metros de Santiago (en) (championnat de république dominicaine)
- 2005-2006 :  Basket Livorno (LegA)
- 2006-2009 :  ASVEL Villeurbanne (Pro A)
- 2009-2011 :  Air Avellino (LegA)
- 2011-2014 :  Bayern Munich (Basketball-Bundesliga)
- 2014-2015 :  Stelmet Zielona Góra (PLK)
- 2015-2016 :  Orléans Loiret Basket (Pro A)
- 2016-2018 :  Regatas Corrientes

## Palmarès

### En club
- Big East reagular season champion
- Big East tourney Championship
- Vainqueur de la Coupe de France en 2008
- Champion de France en 2009 avec l'ASVEL
- Champion d'Allemagne en 2014 avec le Bayern Munich

### Distinction personnelle
- Participation au All-Star Game français : 2008, 2009